# ميخائيل إيرل (أكاديمي)
ميخائيل إيرل (بالإنجليزية: Michael Earl)‏ هو أكاديمي بريطاني، ولد في 1 نوفمبر 1944 في Cheadle, Greater Manchester ‏ في المملكة المتحدة.